# Lavinifia inaequidens
Lavinifia inaequidens là một loài tò vò trong họ Ichneumonidae.